# احمد ماهر
احمد ماهر (عربی: أحمد ماهر؛ زادهٔ ۲ دسامبر ۱۹۸۰) مهندس اهل مصر است. وی یکی از بنیانگذاران جنبش جوانان ۶ آوریل و یکی از شرکت کنندگان اصلی انقلاب ۲۰۱۱ مصر علیه حسنی مبارک است.

## زندگی‌نامه
احمد ماهر در ۲ دسامبر ۱۹۸۰ در اسکندریه زاده شد. او مهندس ساختمان است و در یک شرکت ساختمانی در قاهره جدید کار می‌کند.

## فعالیت سیاسی
ماهر همراه اسماء محفوظ جنبش جوانان ۶ آوریل را در بهار سال ۲۰۰۸ بنیان نهاد. او چند تظاهرات را در حمایت جنبش آوریل ۲۰۰۸ راه‌اندازی کرد. اما نیروهای امنیتی مصری و انشعابات داخل جنبش ۶ آوریل مانع کوشش‌های او برای برپائی تظاهرات می‌شدند. ماهر در ماه ژوئن سال ۲۰۱۰ یک حرکت اعتراضی را علیه کشته شدن خالد سعید جوان ساکن اسکندریه در زیر شکنجه پلیس را ترتیب داد.
او از کاندیداتوری محمد البرادعی برای ریاست جمهوری حمایت کرد.

## دستگیری و زندان
ماهر در روز ۲۹ نوامبر ۲۰۱۳ به دلیل برپائی یک تظاهرات علیه قانون جدید اعتراض مصری بازداشت شد. او در ۲۲ دسامبر ۲۰۱۳ همراه دو نفر دیگر بنام‌های احمد دوما و محمد عادل به دلیل اعتراض علیه اقدامهای دولت نظامی مصر به سه سال زندان محکوم شد. او انتظار محکومیت بیشتری را داشت.

## حمایت‌های بین‌المللی
مجامع بین‌المللی از جمله وزارت امور خارجه ایالات متحده آمریکا و وزارت امور خارجه فرانسه از تصمیمات دادگاه در مورد حقوق بشر مصر انتقاد کردند. در مارس ۲۰۱۴ وکیل ماهر از اینکه وی قبل از دادرسی تجدید نظر توسط مأمورین مورد ضرب و شتم قرار گرفته‌است شکایت کرد.

## آزادی از زندان
ماهر در روز ۴ ژانویه ۲۰۱۷ پس از گذراندن سه سال حبس از زندان آزاد شد. شرط آزادی او این بود که هرشب خود را به ایستگاه پلیس منطقه معرفی کند.

## جوایز
ماهر در سال ۲۰۱۱ در آکادمی هنرهای فیلم و تلویزیون بریتانیا (بفتا) BAFTA برنده فیلم چگونه یک انقلاب را شروع شد، گردید.